# SIX Swiss Exchange

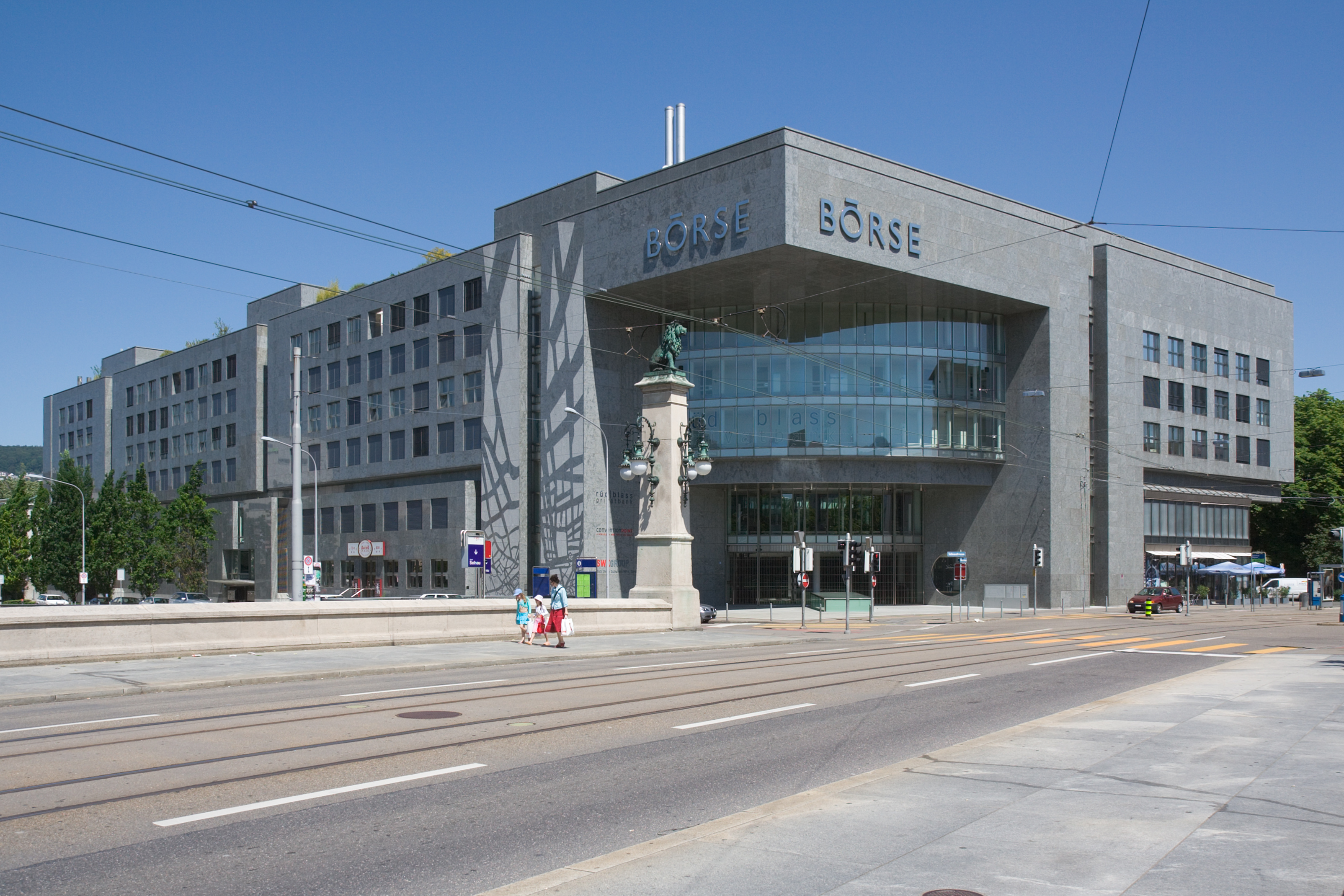
Sede precedente di SIX Swiss Exchange, Zurigo. Oggi sede di Education First, la borsa di Zurigo ha sede nella zona nord-ovest della città.

Il SIX Swiss Exchange (precedentemente SWX Swiss Exchange) o borsa di Zurigo è la borsa valori della Svizzera con sede a Zurigo.

## Storia
Nel 1995 il sistema automatizzato SWX (che è stato il primo sistema realizzato completamente automatizzato) ha rimpiazzato le contrattazioni dette "alle grida" nelle borse di Ginevra (nata nel 1850), Basilea (nata nel 1876) e Zurigo (nata nel 1873). SIX Swiss Exchange fa parte della SIX Group, creato nel 2008 dalla fusione di SWX, Sega Intersettle e Telekurs Group.
La borsa scambia non solo azioni, ma anche titoli di Stato del governo svizzero, obbligazioni, derivativi e opzioni. Il principale indice del SIX Swiss Exchange è lo SMI (Swiss Market Index). L'indice è composto dei 20 maggiori titoli (in base alla Capitalizzazione azionaria) quotati nella borsa stessa.